# Helena Kantakuzena

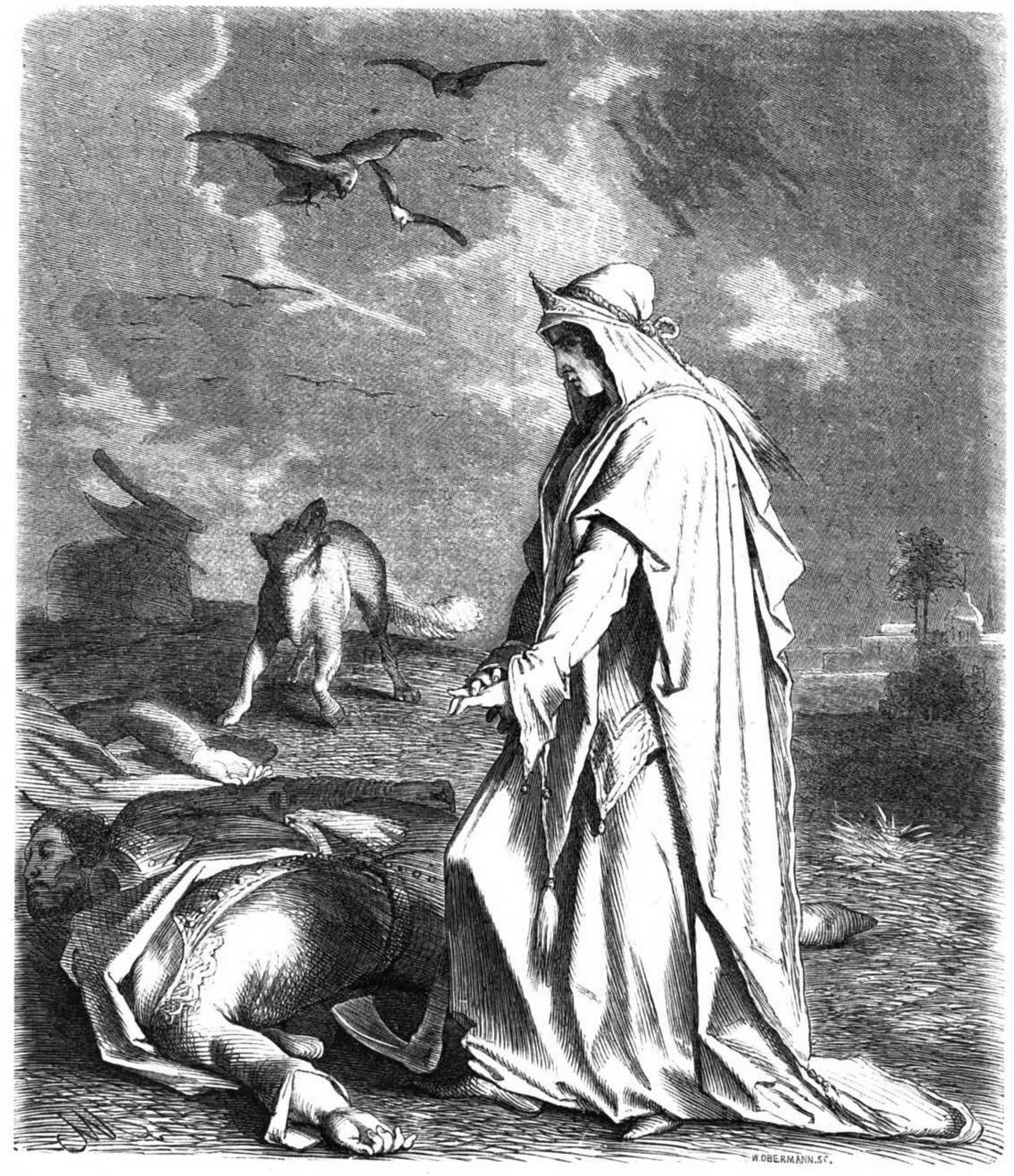

Helena Kantakuzena – druga żona Dawida II Komnena, ostatnia cesarzowa Trapezuntu 1459-1461.

## Życiorys
Była córką Demetriusza Kantakuzena. Została drugą żoną Dawida II Komnena, po śmierci Marii z Gotii (zm. 1459). Po Upadku Trapezuntu Helena podzieliła los swojego męża. 15 sierpnia 1461 roku opuściła wraz z nim Trapezunt i udała się do Stambułu. Tam małżonkowie razem z dziećmi korzystali z sułtańskiej emerytury. W marcu 1463 roku jego dawny przyjaciel Dawida - Jerzy Amirutzes doniósł władzom, że były cesarz otrzymał list od swojej bratanicy. Mehmed Zdobywca uznał to za zdradę. 1 listopada 1463 mąż Heleny - Dawid został ścięty z rozkazu Mehmeda II razem z bratem, siedmioma synami i bratankiem Aleksym w więzieniu Siedmiu Wież w Konstantynopolu. Jedynie ich najmłodszy syn Jerzy jako jedyny został oszczędzony. Później uciekł do Gruzji. Owdowiała cesarzowa Helena Kantakuzena początkowo zamieszkała w jednej ze swoich willi. Potem została ukarana przez sułtana za pochowanie swojego męża i synów, których ciała zostały zostawione na pożarcie psom. Resztę życia spędziła w skrajnej biedzie.

## Potomstwo
Razem mieli następujące dzieci:
- Bazylego (ściętego w 1463),
- Manuela (ściętego w 1463),
- jednego lub pięciu innych synów (ściętych w 1463)
- Jerzego (1460 – zm. po 1463),
- Annę (1447 – zm. po 1463), żonę Zagana Paszy, a następnie Sinana,
- córkę o nieznanym imieniu, żonę Mamia Gurieli (która jako jedyna na pewno przeżyła swojego ojca).